# زلزال أديليد 1954
زلزال أديليد 1954 هو زلزالٌ وقعَ في جنوب أستراليا بتاريخ 1 مارس 1954.